# Super Bowl VI
O Super Bowl VI foi um jogo de futebol americano entre o campeão da National Football Conference (NFC), Dallas Cowboys, e o campeão da American Football Conference (AFC), Miami Dolphins, para decidir o campeão da National Football League (NFL) de 1971. Os Cowboys derrotaram os Dolphins pelo placar de 24-3, para ganhar seu primeiro Super Bowl. O jogo foi disputado em 16 de janeiro de 1972, no Tulane Stadium, em Nova Orleans, Louisiana, na segunda vez em que o Super Bowl foi disputado naquela cidade. Apesar da localização ao sul, estava frio demais na época, com a temperatura do ar de 4 °C fazendo deste o Super Bowl mais frio já jogado.
O Dallas, em sua segunda aparição no Super Bowl, entrou no jogo com a reputação de não ser capaz de vencer grandes jogos de playoffs, como o Super Bowl V e as Finais da NFL de 1966 e 1967, antes da fusão AFL-NFL de 1970. Eles tiveram uma campanha de 11-3 na temporada regular, antes de derrotar o Minnesota Vikings e o San Francisco 49ers nos playoffs.
Os Dolphins estavam fazendo sua primeira aparição no Super Bowl depois de ter uma campanha de 10-3-1, incluindo oito vitórias consecutivas, e postando vitórias na pós-temporada sobre o Kansas City Chiefs e o Baltimore Colts.
Os Cowboys dominaram o Super Bowl VI, estabelecendo recordes do Super Bowl para mais jardas terrestres (252), primeiras descidas (23) e o menor número de pontos permitido (3). Eles continuam sendo a única equipe a impedir que o adversário faça um touchdown no Super Bowl. O quarterback dos Cowboys, Roger Staubach, que completou 12 de 18 passes por 119 jardas, teve 2 passes para touchdown e correu 5 vezes por 18 jardas, foi eleito o MVP do Super Bowl.

## Antes do jogo
A NFL concedeu o Super Bowl VI a Nova Orleans em 23 de março de 1971 nas reuniões de proprietários realizadas em Palm Beach, Flórida.

### Dallas Cowboys
Os Cowboys entraram na temporada ainda tendo a reputação de "não ser capaz de vencer os grandes jogos" e "campeão do próximo ano". A derrota no Super Bowl V acrescentou mais combustível a essa visão amplamente aceita. Como na temporada anterior, Dallas teve uma controvérsia na posição de quarterback, quando Staubach e Craig Morton se alternaram como titulares. Depois que o técnico Tom Landry definiu que Staubach seria o titular, os Cowboys venceram seus últimos sete jogos da temporada regular para terminar com uma campanha de 11-3.

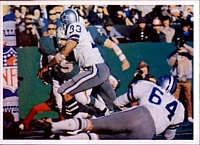
O running back de Dallas, Duane Thomas, correndo para um touchdown no terceiro quarto do Super Bowl VI.

Staubach terminou a temporada regular com o melhor rating da NFL (101,8) tendo 1,882 jardas, 15 touchdowns e apenas 4 interceptações. Ele também foi um tremendo corredor, ganhando 343 jardas e 2 touchdowns em 41 corridas. Dallas também teve um excelente trio de running backs, Walt Garrison, Duane Thomas e Calvin Hill, que correram para um total combinado de 1.690 jardas e 14 touchdowns durante a temporada. Garrison liderou o time em recepções durante a temporada (40). Os wide-receiver Bob Hayes e Lance Alworth também representaram uma profunda ameaça, pegando um total combinado de 69 passes para 1.327 jardas e 10 touchdowns. A linha ofensiva, ancorada pelos tackles Rayfield Wright, John Niland e Ralph Neely, e pelo futuro membro do Hall of Fame, Forrest Gregg, também foi uma das principais razões para seu sucesso no ataque. Neely havia quebrado a perna em novembro em um acidente de bicicleta e foi substituído primeiro por Gregg e depois por Tony Liscio, que voltou da aposentadoria.
A defesa de Dallas (apelidada de "Doomsday Defense") havia permitido apenas um touchdown nos últimos 14 quartos antes do Super Bowl. Sua linha defensiva foi ancorada pelo Defensive tackle Bob Lilly, que se destacou em pressionar quarterbacks e acabar com as jogadas de corrida. Dallas também teve um excelente trio de linebackers: Chuck Howley, que teve 5 interceptações e as devolveu para 122 jardas; Dave Edwards teve 2 interceptações; e Lee Roy Jordan que teve 2 interceptações. A secundária foi liderado por dois futuros cornerbacks do Hall of Fame, Herb Adderley (6 interceptações para 182 jardas de retorno) e Mel Renfro (4 interceptações para 11 jardas). Os Safetys Cliff Harris e Cornell Green também combinaram para 4 interceptações.

### Miami Dolphins
Os Dolphins, que avançaram para o Super Bowl apenas cinco anos após a sua fundação em 1966, foram baseados principalmente em torno de seu ataque liderado pelos running backs, Larry Csonka e Jim Kiick. Csonka correu para 1.051 jardas, com média de cinco jardas por corrida, e marcou sete touchdowns. O versátil Jim Kiick correu para 738 jardas e três touchdowns, além de receber 40 recepções por 338 jardas. Miami também teve um jogo de passes ameaçador. O quarterback Bob Griese, líder em passes e MVP da AFC, teve um desempenho impressionante durante a temporada, completando 145 passes para 2.089 jardas e 19 touchdowns com apenas 9 interceptações. A principal arma de Griese foi o wide receiver Paul Warfield, que recebeu 43 passes para 996 jardas (23,2 jardas de média) e 11 touchdowns. Os Dolphins também tiveram uma excelente linha ofensiva liderados pelo Guard futuro Hall of Fame, Larry Little.
A defesa de Miami foi a principal razão pela qual a equipe construiu uma campanha de 10-3-1 na temporada regular, incluindo oito vitórias consecutivas. O futuro linebacker do Hall da Fama, Nick Buoniconti, foi uma das principais forças de leitura e interrupção das jogadas, enquanto Jake Scott gravou 7 interceptações.

### Playoffs
Antes desta temporada, os Dolphins nunca haviam vencido um jogo de playoff na história da franquia, mas surpreenderam a NFL inteira ao avançar para o Super Bowl com vitórias contra os dois campeões anteriores do Super Bowl.
Primeiro Miami derrotou o Kansas City Chiefs (vencedores do Super Bowl IV) por 27–24. Depois, Miami eliminou o campeão do último Super Bowl, Baltimore Colts, por 21-0, na AFC Championship Game.
Enquanto isso, os Cowboys marcharam para o Super Bowl com vitórias nos playoffs sobre o Minnesota Vikings (20-12) e o San Francisco 49ers (14-3), permitindo apenas um touchdown nos dois jogos.

### Notícias Pré-Super Bowl
Logo após a vitória dos Dolphins na Final da AFC, Shula recebeu um telefonema em sua casa do presidente Richard Nixon às 1:30 da manhã. Nixon tinha uma jogada que ele achava que funcionaria, um passe especial para Warfield. (Essa jogada foi chamada no final do primeiro quarto mas foi interrompida por Mel Renfro)
Quando perguntado sobre a equipe defensiva dos Dolphins antes do Super Bowl VI, Landry disse que não conseguia se lembrar de nenhum dos nomes dos jogadores, mas eles eram uma grande preocupação para ele. Ao longo dos anos, esta observação foi considerada como a origem do apelido "No-Name Defense". No entanto, foi o coordenador defensivo de Miami, Bill Arnsparger, que originalmente deu à sua equipe o apelido depois que os Dolphins venceram o Baltimore Colts na Final da AFC.
Os Cowboys usaram as instalações de treino do New Orleans Saints em Metairie como sua sede de treinamento para o jogo. Os Dolphins dividem seus treinos entre o Tulane Stadium e o Tad Gormley Stadium no City Park de Nova Orleans. O hotel da equipe de Dallas era o Hilton, em frente ao Aeroporto Internacional de Nova Orleans, em Kenner, e Miami alojou-se no Fontainebleau Motor Hotel, no bairro de Mid-City, em Nova Orleans.
No Media Day, Duane Thomas recusou-se a responder a qualquer pergunta e permaneceu sentado em silêncio até que o tempo necessário estivesse esgotado. Roger Staubach supõe que Duane Thomas teria sido nomeado MVP se ele tivesse colaborado com a imprensa antes do jogo. No vestiário dos Cowboys depois do jogo, o repórter da CBS, Tom Brookshier, fez uma pergunta a Duane Thomas, cuja essência era: "Você é rápido, não é?" Thomas, que havia evitado a imprensa durante toda a temporada, simplesmente disse "Evidentemente". Thomas se tornou o primeiro jogador a marcar touchdowns em Super Bowls consecutivos, tendo um touchdown de recebimento no Super Bowl V.
Este foi o primeiro Super Bowl a combinar duas equipes que jogaram seus jogos em casa em grama artificial. No ano anterior, os Cowboys se tornaram o primeiro time a jogar seus jogos em grama artificial a chegar ao Super Bowl.
Este é o único Super Bowl em que ambas as equipes jogaram seus jogos em casa em estados que eram membros dos Estados Confederados da América durante a Guerra Civil Americana. O Washington Redskins, que enfrentaram os Dolphins no Super Bowl VII e no Super Bowl XVII, têm suas instalações de treinamento na Virginia, que era um estado confederado durante a Guerra Civil, mas nunca jogaram em casa no estado, mudando de Washington, DC. para Maryland em 1997.
Este jogo foi originalmente programado para ser o último a ser jogado no Estádio Tulane. Esperava-se que o Louisiana Superdome estivesse pronto a tempo para a temporada de 1972. No entanto, a disputa política levou a um longo atraso na construção e a inauguração não ocorreu até 11 de agosto de 1971, cinco meses antes deste jogo. O Superdome não foi completado até agosto de 1975, forçando o Super Bowl IX a ser transferido para o Tulane Stadium. Aquele Super Bowl provou ser o último jogo da NFL no estádio, que foi demolido no final de 1979.

## Televisão
O jogo foi transmitido nos Estados Unidos pela CBS com a narração de Ray Scott e os comentários de Pat Summerall.
Este jogo foi destaque no filme "Uma Espécie em Extinção", onde o personagem de Hunter S. Thompson é enviado para cobrir o jogo pela revista Rolling Stone, embora o estádio definido no filme seja o Los Angeles Memorial Coliseum (estádio do Super Bowl VII) e não o estádio de Tulane.

## Entretenimento
A banda da Tyler Junior College se apresentou durante as festividades antes e depois do intervalo. Mais tarde, o coral da Academia da Força Aérea dos Estados Unidos cantou o hino nacional. Este foi seguido por um sobrevoo de oito aviões do F-4 Phantoms da Base Aérea de Eglin.
O show do intervalo foi uma "Homenagem a Louis Armstrong", com a cantora de jazz Ella Fitzgerald, a atriz e cantora Carol Channing, o trompetista Al Hirt e a Marinha dos Estados Unidos. Armstrong, nativo de Nova Orleans, morreu em julho de 1971.
Apesar de ser o segundo Super Bowl após a fusão AFL-NFL, o Super Bowl VI foi o primeiro a ter o logo da NFL pintado na linha de 50 jardas. A NFL faria isso para todos, exceto um Super Bowl depois disso até o Super Bowl XXXI (a exceção foi o Super Bowl XXV, quando o logotipo do Super Bowl foi pintado no meio-campo).

## Resumo do jogo
De acordo com Roger Staubach, o plano de jogo dos Cowboys era neutralizar os principais jogadores ofensivos e defensivos dos Dolphins - Paul Warfield e Nick Buoniconti. Combinado com os contra-ataques e a excelente execução de Thomas, essa tática se mostrou muito bem-sucedida. Buoniconti sofreu uma concussão e ficou o segundo tempo achando que o jogo estava 10-3 quando estava 24-3.

### Primeiro quarto
Na segunda jogada da segunda posse dos Dolphins, Larry Csonka sofreu seu primeiro fumble da temporada que foi recuperado pelo linebacker Chuck Howley na linha de 48 jardas dos Cowboys. O kicker de Dallas, Mike Clark, acertou um field goal de 9 jardas para dar aos Cowboys uma vantagem de 3-0.

### Segundo quarto
No início do segundo quarto, Miami chegou até a linha de 42 jardas dos Cowboys mas acabou não pontuando depois que o field goal de 49 jardas de Garo Yepremian foi para fora.
Na próxima campanha, Dallas fez 76 jardas em 10 jogadas, marcando o touchdown em um passe de 7 jardas de Staubach para Alworth, para aumentar sua liderança para 10-0. Na campanha seguinte de Miami, eles se contentaram com o field goal de 31 jardas de Yepremian, cortarando o déficit de Dolphins para 10-3 no intervalo.

### Terceiro quarto
Dallas dominou o segundo tempo, impedindo qualquer chance de virada de Miami. Os Cowboys abriram o terceiro quarto com um camapnha de 8 jogadas para 71 jardas, marcando o touchdown em uma corrida de 3 jardas de Thomas para fazer a pontuação chegar a  17-3.
Isso pareceu incendiar a defesa de Dallas, que conseguiu evitar que Miami conseguisse uma única primeira descida em todo o terceiro quarto. Em um passe incompleto, Jake Scott bateu em Roger Staubach em uma blitz que o tirou do final do terceiro quarto, mas Staubach retornou no quarto quarto.

### Quarto quarto
Depois de uma interceptação de Miami, Staubach deu um passe de 7 jardas para Mike Ditka, aumentando a vantagem de Dallas para 24-3 com 12 minutos restantes no jogo.
Na campanha seguinte de Miami, Griese se atrapalhou com o snap e a bola foi recuperada por Larry Cole na linha de 20 jardas, mas os Cowboys também tiveram um fumble de Hill que foi recuperada na linha de 4 jardas pelos Dolphins, faltando menos de dois minutos para o final. Miami então fez quatro jogadas sem sucesso para terminar o jogo.

### Pós-jogo
O Dallas Cowboys se tornou o primeiro time a ganhar o Super Bowl depois de perdê-lo no ano anterior. O Miami Dolphins duplicaria esse feito na temporada seguinte ao vencer o Super Bowl VII. Este seria o único jogo que os Dolphins perderiam em 1972, ficando invicto na próxima temporada antes de sua vitória no Super Bowl VII. Até o momento, Miami tem o registro nada invejável do menor número de pontos conquistados em um Super Bowl, com três e a única equipe a não marcar um touchdown. Nenhuma equipe ficou zerada em um Super Bowl.

### Box score
Super Bowl VI: Dallas Cowboys 24, Miami Dolphins 3
|                | 1 | 2 | 3 | 4 | Total |
| -------------- | - | - | - | - | ----- |
| Cowboys (NFC)  | 3 | 7 | 7 | 7 | 24    |
| Dolphins (AFC) | 0 | 3 | 0 | 0 | 3     |

em Tulane Stadium, New Orleans, Louisiana
- Data: 16 de Janeiro de 1972
- Horário: 1:35 p.m. CST
- Temperatura: 4 °C, Tempo ventoso.[1]

| \| Quarto \| Tempo \| Campanha \| Campanha \| Campanha \| Time \| Informação \| Resultado \| Resultado \| \| Quarto \| Tempo \| Jogadas \| Jardas \| TDP \| Time \| Informação \| DAL \| MIA \| \| ------------------------------------------ \| ------------------------------------------ \| ------------------------------------------ \| ------------------------------------------ \| ------------------------------------------ \| ------------------------------------------ \| -------------------------------------------------------------------------------------- \| --------- \| --------- \| \| 1 \| 1:23 \| 11 \| 50 \| 7:48 \| DAL \| Field goal de 9 jardas de Mike Clark \| 3 \| 0 \| \| 2 \| 1:15 \| 10 \| 76 \| 5:00 \| DAL \| Passe de Roger Staubach para uma recepção de 7 jardas de Lance Alworth, Clark faz o EP \| 10 \| 0 \| \| 2 \| 0:04 \| 4 \| 44 \| 1:11 \| MIA \| Field goal de 31 jardas de Garo Yepremian \| 10 \| 3 \| \| 3 \| 9:43 \| 8 \| 71 \| 5:17 \| DAL \| Corrida de 3 jardas para o touchdown de Duane Thomas, Clark faz o EP \| 17 \| 3 \| \| 4 \| 11:42 \| 3 \| 9 \| 0:53 \| DAL \| Passe de Roger Staubach para uma recepção de 7 jardas de Mike Ditka, Clark faz o EP \| 24 \| 3 \| \| "TDP" = tempo de posse. "EP" = Extra Point \| "TDP" = tempo de posse. "EP" = Extra Point \| "TDP" = tempo de posse. "EP" = Extra Point \| "TDP" = tempo de posse. "EP" = Extra Point \| "TDP" = tempo de posse. "EP" = Extra Point \| "TDP" = tempo de posse. "EP" = Extra Point \| "TDP" = tempo de posse. "EP" = Extra Point \| 24 \| 3 \| |                                            |                                            |                                            |                                            |                                            |                                                                                        |           |           |
| Quarto | Tempo                                      | Campanha                                   | Campanha                                   | Campanha                                   | Time                                       | Informação                                                                             | Resultado | Resultado |
| Quarto | Tempo                                      | Jogadas                                    | Jardas                                     | TDP                                        | Time                                       | Informação                                                                             | DAL       | MIA       |
| 1 | 1:23                                       | 11                                         | 50                                         | 7:48                                       | DAL                                        | Field goal de 9 jardas de Mike Clark                                                   | 3         | 0         |
| 2 | 1:15                                       | 10                                         | 76                                         | 5:00                                       | DAL                                        | Passe de Roger Staubach para uma recepção de 7 jardas de Lance Alworth, Clark faz o EP | 10        | 0         |
| 2 | 0:04                                       | 4                                          | 44                                         | 1:11                                       | MIA                                        | Field goal de 31 jardas de Garo Yepremian                                              | 10        | 3         |
| 3 | 9:43                                       | 8                                          | 71                                         | 5:17                                       | DAL                                        | Corrida de 3 jardas para o touchdown de Duane Thomas, Clark faz o EP                   | 17        | 3         |
| 4 | 11:42                                      | 3                                          | 9                                          | 0:53                                       | DAL                                        | Passe de Roger Staubach para uma recepção de 7 jardas de Mike Ditka, Clark faz o EP    | 24        | 3         |
| "TDP" = tempo de posse. "EP" = Extra Point | "TDP" = tempo de posse. "EP" = Extra Point | "TDP" = tempo de posse. "EP" = Extra Point | "TDP" = tempo de posse. "EP" = Extra Point | "TDP" = tempo de posse. "EP" = Extra Point | "TDP" = tempo de posse. "EP" = Extra Point | "TDP" = tempo de posse. "EP" = Extra Point                                             | 24        | 3         |

## Estatísticas

### Comparação
|                                   | Dallas Cowboys | Miami Dolphins |
| --------------------------------- | -------------- | -------------- |
| Primeira descida                  | 23             | 10             |
| Corridas para Primeira descida    | 15             | 3              |
| Passes para Primeira descida      | 8              | 7              |
| Faltas que deram Primeira descida | 0              | 0              |
| Eficiência em Terceira descida    | 7/14           | 2/9            |
| Eficiência em Quarta descida      | 1/1            | 0/0            |
| Jardas corridas                   | 252            | 80             |
| Tentativas de corridas            | 48             | 20             |
| Jardas por corrida                | 5.3            | 4.0            |
| Passes – Completos/Tentativa      | 12/18          | 12/23          |
| Vezes sacado-total de jardas      | 2–19           | 1–29           |
| Interceptações                    | 0              | 1              |
| Jardas passadas                   | 100            | 105            |
| Total de jardas                   | 352            | 185            |
| Punt returnados-total de jardas   | 1–(–1)         | 1–21           |
| Kickoff returnado-total de jardas | 2–34           | 5–122          |
| Interceptações- total de jardas   | 1–41           | 0–0            |
| Punts-Jardas por punt             | 5–37.2         | 5–40.0         |
| Fumbles-Perdidos                  | 1–1            | 2–2            |
| Faltas-total de jardas            | 3–15           | 0–0            |
| Tempo de posse                    | 39:12          | 20:48          |
| Turnovers                         | 1              | 3              |

### Líderes individuais
| Cowboys passando a bola | Cowboys passando a bola | Cowboys passando a bola | Cowboys passando a bola | Cowboys passando a bola | Cowboys passando a bola |
|                         | C/Ten1                  | Jardas                  | TD                      | INT                     | Rating                  |
| ----------------------- | ----------------------- | ----------------------- | ----------------------- | ----------------------- | ----------------------- |
| Roger Staubach          | 12/19                   | 119                     | 2                       | 0                       | 122.2                   |
| Cowboys correndo        |                         |                         |                         |                         |                         |
|                         | Cor2                    | Jardas                  | TD                      | LG3                     | Jds/Cor                 |
| Duane Thomas            | 19                      | 95                      | 1                       | 23                      | 5.00                    |
| Walt Garrison           | 14                      | 74                      | 0                       | 17                      | 5.29                    |
| Calvin Hill             | 7                       | 25                      | 0                       | 13                      | 3.57                    |
| Roger Staubach          | 5                       | 18                      | 0                       | 5                       | 3.60                    |
| Mike Ditka              | 1                       | 17                      | 0                       | 17                      | 17.00                   |
| Bob Hayes               | 1                       | 16                      | 0                       | 16                      | 16.00                   |
| Dan Reeves              | 1                       | 7                       | 0                       | 7                       | 7.00                    |
| Cowboys recebendo       |                         |                         |                         |                         |                         |
|                         | Rec4                    | Jardas                  | TD                      | LG3                     | Alvos5                  |
| Duane Thomas            | 3                       | 17                      | 0                       | 11                      | 3                       |
| Lance Alworth           | 2                       | 28                      | 1                       | 21                      | 4                       |
| Mike Ditka              | 2                       | 28                      | 1                       | 21                      | 3                       |
| Bob Hayes               | 2                       | 23                      | 0                       | 18                      | 5                       |
| Walt Garrison           | 2                       | 11                      | 0                       | 7                       | 2                       |
| Calvin Hill             | 1                       | 12                      | 0                       | 12                      | 1                       |

| Dolphins passando a bola | Dolphins passando a bola | Dolphins passando a bola | Dolphins passando a bola | Dolphins passando a bola | Dolphins passando a bola |
|                          | C/Ten1                   | Jardas                   | TD                       | INT                      | Rating                   |
| ------------------------ | ------------------------ | ------------------------ | ------------------------ | ------------------------ | ------------------------ |
| Bob Griese               | 12/23                    | 134                      | 0                        | 1                        | 51.7                     |
| Dolphins correndo        |                          |                          |                          |                          |                          |
|                          | Cor2                     | Jardas                   | TD                       | LG3                      | Jds/Cor                  |
| Larry Csonka             | 9                        | 40                       | 0                        | 12                       | 4.44                     |
| Jim Kiick                | 10                       | 40                       | 0                        | 9                        | 4.00                     |
| Bob Griese               | 1                        | 0                        | 0                        | 0                        | 0.00                     |
| Dolphins recebendo       |                          |                          |                          |                          |                          |
|                          | Rec4                     | Jardas                   | TD                       | LG3                      | Alvos5                   |
| Paul Warfield            | 4                        | 39                       | 0                        | 23                       | 10                       |
| Jim Kiick                | 3                        | 21                       | 0                        | 11                       | 6                        |
| Larry Csonka             | 2                        | 18                       | 0                        | 16                       | 2                        |
| Marv Fleming             | 1                        | 27                       | 0                        | 27                       | 2                        |
| Howard Twilley           | 1                        | 20                       | 0                        | 20                       | 2                        |
| Jim Mandich              | 1                        | 9                        | 0                        | 9                        | 1                        |

1Completo/Tentativas 2Corridas 3Mais longo ganho de jardas 4Recepções 5alvos

### Recordes
Os seguintes recordes foram definidos ou empatados no Super Bowl II, de acordo com o boxcore oficial da NFL.com e o resumo do jogo da ProFootballreference.com. Alguns recordes precisam atender ao número mínimo de tentativas da NFL para serem reconhecidos. Os mínimos são mostrados (entre parênteses).
| Recordes de Jogadores                                             | Recordes de Jogadores | Recordes de Jogadores            |
| Recordes terrestres                                               | Recordes terrestres   | Recordes terrestres              |
| ----------------------------------------------------------------- | --------------------- | -------------------------------- |
| Mais jardas, carreira                                             | 139 yds               | Walt Garrison (Dallas)           |
| Mais tentativas, carreira                                         | 37                    | Duane Thomas (Dallas)            |
| Maior ganho médio, carreira (20 tentativas)                       | 5.3 yards (139–26)    | Walt Garrison                    |
| Recordes de jardas combinadas †                                   |                       |                                  |
| Mais tentativas, carreira                                         | 44                    | Duane Thomas                     |
| Defesa                                                            |                       |                                  |
| Mais interceptações, carreira                                     | 3                     | Chuck Howley                     |
| Recordes de times especiais                                       |                       |                                  |
| Retorno de kickoff mais longo                                     | 37 yds                | Mercury Morris (Miami)           |
| Mais punts, carreira                                              | 14                    | Ron Widby (Dallas)               |
| Recordes empatados                                                |                       |                                  |
| Mais touchdowns, carreira                                         | 2                     | Duane Thomas                     |
| Mais passes para touchdown, jogo                                  | 2                     | Roger Staubach                   |
| Mais retornos de kickoff, jogo                                    | 4                     | Mercury Morris                   |
| Mais retornos de kickoff, carreira                                | 4                     | Mercury Morris                   |
| Mais jardas retornadas de kickoff, jogo                           | 90 yds                | Mercury Morris                   |
| Mais jardas retornadas de kickoff, carreira                       | 90 yds                | Mercury Morris                   |
| Maior média de retorno do kickoff, jogo (3 retornos)              | 22.5 yds (4–90)       | Mercury Morris                   |
| Maior média de retorno do kickoff, carreira (4 retornos)          | 22.5 yds (4–90)       | Mercury Morris                   |
| Mais fumbles, jogo Mais fumbles, carreira                         | 1                     | Calvin Hill (Dallas)             |
| Mais fumbles, jogo Mais fumbles, carreira                         | 1                     | Bob GrieseLarry Csonka (Miami)   |
| Mais fumbles recuperados, jogo Mais fumbles recuperados, carreira | 1                     | Larry Cole (Dallas) Chuck Howley |
| Mais fumbles recuperados, jogo Mais fumbles recuperados, carreira | 1                     | Manny Fernandez (Miami)          |

- † Esta categoria inclui corrida, recebimento, retornos de interceptação, retornos pontuais, retornos de kickoff e retornos de fumble.[14]
- ‡ Sacks é uma estatística oficial desde o Super Bowl XVII pela NFL. Sacks estão listados como "Tackled Attemting Pass" na pontuação oficial da NFL para o Super Bowl III.[15]

## Titulares
Fonte:
| Dallas           | Posição | Miami            |
| ---------------- | ------- | ---------------- |
| Ataque           |         |                  |
| Bob Hayes        | WR      | Paul Warfield‡   |
| Tony Liscio      | LT      | Doug Crusan      |
| John Niland      | LG      | Bob Kuechenberg  |
| Dave Manders     | C       | Bob DeMarco      |
| Blaine Nye       | RG      | Larry Little‡    |
| Rayfield Wright‡ | RT      | Norm Evans       |
| Mike Ditka‡      | TE      | Marv Fleming     |
| Lance Alworth‡   | WR      | Howard Twilley   |
| Roger Staubach‡  | QB      | Bob Griese‡      |
| Duane Thomas     | RB      | Jim Kiick        |
| Walt Garrison    | RB      | Larry Csonka‡    |
| Defesa           |         |                  |
| Larry Cole       | LE      | Jim Riley        |
| Jethro Pugh      | LT      | Manny Fernandez  |
| Bob Lilly‡       | RT      | Bob Heinz        |
| George Andrie    | RE      | Bill Stanfill    |
| Dave Edwards     | LLB     | Doug Swift       |
| Lee Roy Jordan   | MLB     | Nick Buoniconti‡ |
| Chuck Howley     | RLB     | Mike Kolen       |
| Herb Adderley‡   | LCB     | Tim Foley        |
| Mel Renfro‡      | RCB     | Curtis Johnson   |
| Cornell Green    | LS      | Dick Anderson    |
| Cliff Harris     | RS      | Jake Scott       |

## Juízes
- Juiz: Jim Tunney #32 - Primeiro Super Bowl
- Árbitro: Joe Connell #57 - Primeiro Super Bowl
- Juiz de linha: Al Sabato #10 - Segundo Super Bowl (I)
- Juiz de linha: Art Holst #33 - Primeiro Super Bowl
- Juiz do fundo: Ralph Vandenberg #47 - Primeiro Super Bowl
- Juiz de Campo: Bob Wortman #84 - Primeiro Super Bowl
- Juiz reserva: Bernie Ulman #6 - Trabalhou no Super Bowl I como juiz de linha
- Árbitro reserva: Tony Sacco #18 - Não trabalhou no campo do Super Bowl durante a carreira

Nota: Um sistema de sete oficiais não foi utilizado até 1978